# Großes Siegel der Vereinigten Staaten
Das Große Siegel der Vereinigten Staaten (englisch Great Seal of the United States) ist das offizielle Dienstsiegel und Hoheitszeichen der Vereinigten Staaten von Amerika. Die Vorderseite des Siegels zeigt den Weißkopfseeadler, während die Rückseite eine unvollendete Pyramide zeigt, über der das Auge der Vorsehung prangt. Das Siegel wurde 1782 eingeführt und wird ähnlich einem Wappen häufig in offiziellen Dokumenten verwendet. Beide Seiten des Siegels sind auch auf der Rückseite der Ein-Dollar-Banknote dargestellt.

## Vorderseite
Der Adler hält in seinen Fängen einerseits einen Olivenzweig, andererseits ein Pfeilbündel, was die Bereitschaft zum Frieden, aber auch zum Kampf ausdrücken soll. Symbolisch liegt die Betonung auf dem Olivenzweig, da dieser auf der heraldisch rechten Seite des Siegels steht: In der Heraldik setzt die rechte Seite das positiver Eingeschätzte. In seinem Schnabel trägt er eine Schriftrolle mit der lateinischen Inschrift E pluribus unum („Aus vielen eines“). Dies soll die Vereinigung der dreizehn Kolonien darstellen, die 1776 ihre Unabhängigkeit von Großbritannien erklärten und sich zu den USA zusammenschlossen.
Der Adler schaute auf dem Siegel immer nach rechts. Die Blickrichtung wird in der Blasonierung zwar nicht spezifiziert, doch weil in der Heraldik die Blickrichtung nach rechts die unmarkierte ist, und der Olivenzweig für die rechte Seite bestimmt wurde, kann man annehmen, dass es ursprünglich so gemeint war. Außerdem ist in der Entwurfsskizze Charles Thomsons, der die letzte Fassung des Siegels vorschlug und die Blasonierung verfasste, auch diese Blickrichtung gewählt. Nur auf dem Siegel des US-Präsidenten schaute der Adler früher nach links. Ein Beispiel dafür ist das Emblem auf dem Resolute Desk, dem Schreibtisch im Oval Office. Präsident Truman änderte die Blickrichtung am 26. Oktober 1945, um das Streben der USA nach Frieden zu symbolisieren.
Oberhalb des Adlers sind 13 pentagrammartige Sterne im goldenen Kranz in Form eines Hexagramms auf hellblauem Grund angeordnet. Die Dreizehn als Symbol für die 13 Gründerstaaten der USA findet sich auch in der Anzahl der Pfeile, der Olivenblätter sowie der darauf befindlichen Oliven wieder; der Wahlspruch E pluribus unum hat wie Annuit Coeptis auf der Rückseite 13 Buchstaben. Weiterhin hat der Schild 13 Streifen, sieben weiße und sechs rote – anders als die Flagge der Vereinigten Staaten, die sieben rote und sechs weiße Streifen hat.

## Rückseite
Die vierseitige, unvollendete ägyptische Pyramide auf der Rückseite hat 13 Stufen und symbolisiert die Verfassung der USA, also den Neubeginn. Diesem Neubeginn nickt das Auge der Vorsehung, welches zusammen mit dem lateinischen Schriftzug Annuit coeptis über der Pyramide prangt, gnädig zu. Das Symbol des allsehenden Auges steht für den christlichen Gott. Es wurde ursprünglich der christlichen Ikonographie entlehnt, findet sich aber ebenso unter den Symbolen der Freimaurerei. Laut Michael Stolleis deutet die Tatsache, dass es sich um eine ägyptische und gemauerte Pyramide handelt auf Freimaurerei und Illuminaten, also auf Aufklärung hin. In den Fundamentblock der gemauerten Pyramide ist die römische Zahl MDCCLXXVI (1776), das Jahr der Unabhängigkeitserklärung, eingraviert. Die Pyramide kann als Anspielung auf den Auszug aus Ägypten verstanden werden, wie er im 2. Buch Mose der Bibel erzählt wird. Insofern symbolisiert sie die Freiheit der Vereinigten Staaten.
Die unvollendete Pyramide ist zudem ein Symbol dafür, dass die USA noch an ihrer Vollendung arbeiten müssen. Der Wahlspruch Annuit coeptis (lateinisch „Er war den Anfängen gnädig“) fügt dieser Symbolik des Neuanfangs den göttlichen Segen hinzu. Der Spruch ist ein abgewandeltes Zitat aus Vergils Aeneis. Dort heißt es: „Jupiter omnipotens, audacibus annue cœptis“ („Mächtigster Jupiter, sei dem kühnen Beginnen gewogen.“). Ein heraldisch ungewöhnliches Element ist die naturalistische Darstellung von 13 Büschen und Sträuchern am Fundament der Pyramide. Auch die dreidimensionale Darstellung der Pyramide fällt aus dem Rahmen des heraldisch Üblichen. Die Anzahl der sichtbaren Steinblöcke schwankt in den verschiedenen Darstellungen, in der aktuellen Version von 1972 und in jener von 1900 sind es 79.
Der Schriftzug Novus ordo seclorum (lat. „eine neue Ordnung der Zeitalter“), der sich unterhalb der Pyramide befindet, ist ein abgewandeltes Zitat aus der vierten Ekloge von Vergil: „Magnus ab integro sæclorum nascitur ordo“ („Die große Folge der Zeitalter beginnt erneut“). Der Zusammenhang der vierten Ekloge wurde von den Kirchenvätern als Weissagung der Geburt Christi und des mit ihr beginnenden neuen Zeitalters interpretiert. Von den amerikanischen Revolutionären wird Vergils Vers hingegen politisch als Erinnerung an die Abspaltung von Großbritannien verstanden und ist zudem als subtile Botschaft dahingehend zu deuten, dass nun auch das Ende des Britischen Weltreichs begonnen habe. Die Idee eines neuen Zeitalters spielt auch auf die Emanzipation der „neuen Welt“ an, die das im doppelten Sinne „alte“ Europa (das Ancien Régime wird hier als ‚veraltete‘ Ordnung verstanden) hinter sich lasse. Das geistreiche Spiel mit auf das Römische Reich zurückweisenden imperialen Sinnsprüchen gehört zum kulturellen Repertoire neuzeitlicher Großmächte und ihren Wettkämpfen um symbolisch markierten Führungsanspruch.
Vor diesem Hintergrund stellt vor allem die Anverwandlung von Vergils Ekloge eine komplexe intellektuelle Provokation mit religiösen Untertönen und ein Instrument nationaler Sinnstiftung dar: Sie vereint (zwar historisch abwegige, durch frühere Referenzen indes tradierte) Anspielungen auf die Geburt Jesu mit dem biblischen Erlösungsmotiv des Auszugs aus der ägyptischen Knechtschaft (Exodus) sowie mit dem Ende des Römischen Bürgerkrieges und dem Aufstieg des antiken Roms unter Caesar und Augustus zum Weltreich. Da der für die elitengetragene Politik der frühen USA maßgebliche Bildungshorizont der Zeit nicht scharf zwischen dem republikanischen und dem kaiserzeitlichen Rom unterschied, ist allerdings fraglich, ob das Siegel auch auf das Ende des in der Amerikanischen Revolution eingelagerten inneramerikanischen Bürgerkriegs anspielt (in welchem dem englischen Mutterland ergebene royalistische Minderheiten gegen die frühnationalen Revolutionäre kämpften).
Überhaupt werden im Siegel einander teils widersprechende und verschiedenen Kulturen entstammende politische Ideen absichtlich mehrdeutig und außerordentlich kunstvoll ineinander verwoben: so die Idee einer neuen Ordnung, ferner das säkularisierte Motiv einer ursprünglich theologischen Erlösung (in diesem Fall durch die in der Amerikanischen Revolution errungene politische Freiheit der Republik), die politische Missionierung im Sinne von Aufklärung und allgemeiner Demokratisierung sowie die religiös inspirierte Vorstellung der frühen amerikanischen Siedler und Gründerväter, das Gelobte Land gefunden zu haben. Somit verweist die Rückseite des Großen Siegels wiederum auf dessen Vorderseite und das für die Einwanderungsgesellschaft der USA erfolgreich reklamierte Motto E pluribus unum – vielleicht auch im Sinne von „in Vielfalt geeint“.
Zudem ist betont worden, dass durch alle diese Züge die für Vergil und die antike Geschichtstheorie typische zyklische Zeitvorstellung in eine für die Neuzeit charakteristische lineare Fortschrittsidee umgewandelt wurde. Hannah Arendt hat darum in ihrem Buch Über die Revolution das im Siegel sinnbildlich eingefangene Selbstverständnis der Amerikanischen Revolution zugleich als definitives Ende der Antike und modernen Neubeginn der Menschheitsgeschichte interpretiert. Dass der aus dem von den Griechen besiegten Troja geflüchtete Aeneas als legendärer Gründer Roms auch als ideeller Gründer der Vereinigten Staaten ausgegeben wird, unterstreicht dieses Selbstbewusstsein der noch jungen USA. Vor allem im 20. Jahrhundert und bis in die Gegenwart hinein sind die politischen Botschaften, geflügelten Worte und imperialen Motive des Großen Siegels immer wieder in der politischen Rhetorik und der politischen Theologie der USA für innenpolitische Zwecke und auch zur Bewerbung einer „neuen Weltordnung“ verwendet worden.

## Geschichte

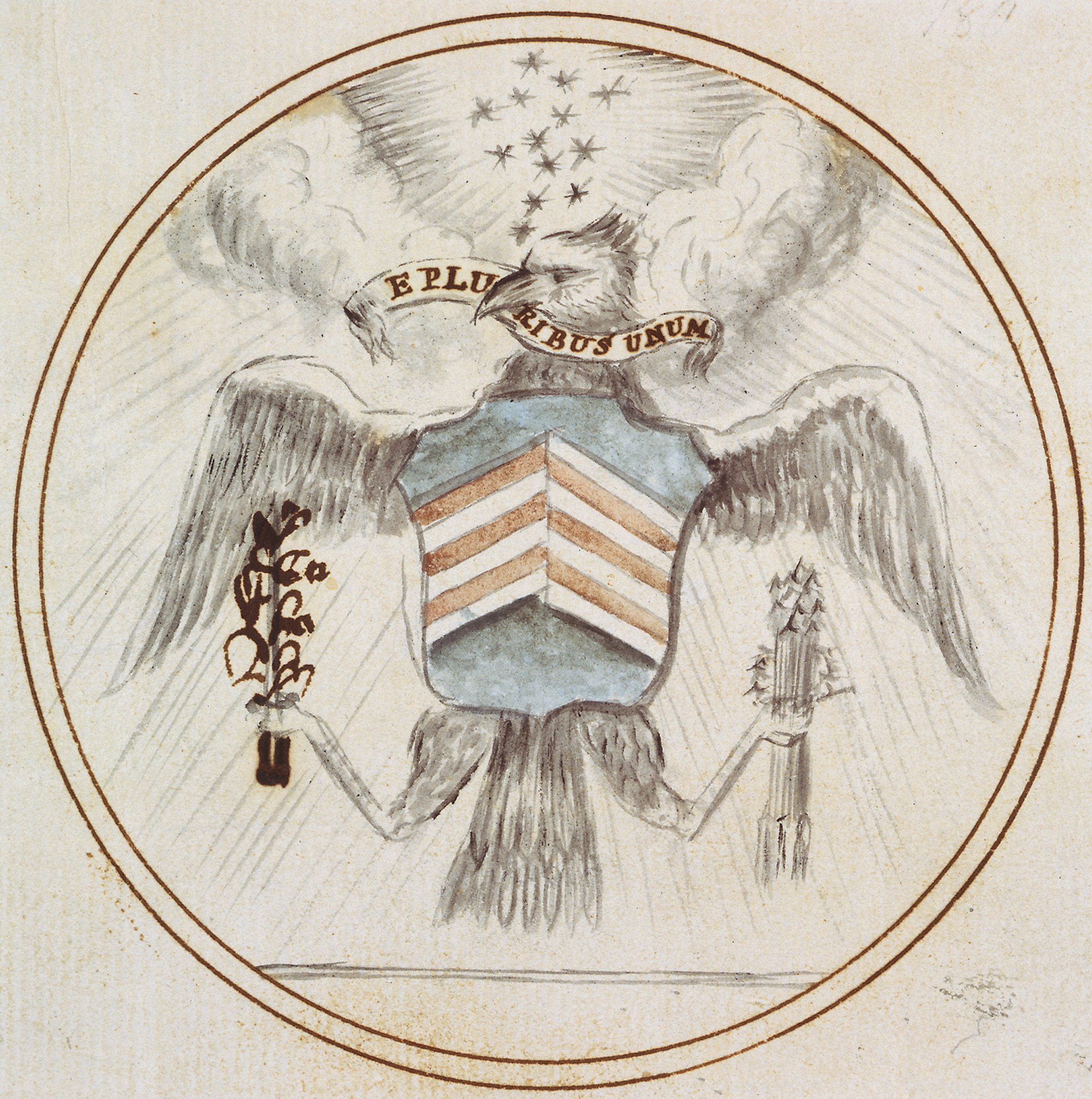
Thomsons Entwurf von 1782

Unmittelbar nach der Unabhängigkeitserklärung beschloss der zweite Kontinentalkongress ein Siegel für den neu gegründeten Staat in Auftrag zu geben. Ein Komitee bestehend aus Benjamin Franklin, John Adams und Thomas Jefferson, die alle drei heraldisch unerfahren waren, wurde beauftragt, einen Entwurf zu stellen. Daher nahmen sie die Hilfe des Künstlers Pierre Eugène du Simitière in Anspruch, der die Jahreszahl und das Allsehende Auge (noch ohne Dreieck, nur mit Strahlen) beisteuerte. 1780 wurde ein zweites Komitee eingesetzt, bestehend aus James Lovell, John Morin Scott und William Churchill Houston, die sich von Francis Hopkinson zeichnerisch helfen ließen; von diesem stammt die Pyramide (ohne das Allsehende Auge), die er 1778 ursprünglich für einen 50-Dollar-Schein entworfen hatte. 1782 wurde ein drittes Komitee eingesetzt, dem Arthur Middleton, Elias Boudinot und John Rutledge, der bald von Arthur Lee ersetzt wurde, angehörten. Dieses Komitee überließ die zeichnerische Arbeit in der Hauptsache William Barton. Seine Idee war es, die Pyramide und das Auge der Vorsehung zusammenzufügen. Als Textbestandteile schlug er die Überschrift Deo favente (lat. „mit Gottes Gunst“) und als Unterschrift Perennis (lat. „beständig“ vor). Der endgültige Entwurf stammt von Charles Thomson, der die Arbeitsergebnisse der drei Komitees zusammenführte und die Vergil-Zitate einbaute. Sein Bericht wurde am 20. Juni 1782 vom Kongress angenommen.

## Verwendung
Der offizielle Name lautet Great Seal („Großes Siegel“), obwohl kein kleines Staatssiegel der Vereinigten Staaten existiert. Dies kommt daher, dass der englische König seit der Zeit des Königs Johann Ohneland ein großes Siegel für die Staatsgeschäfte und ein kleines Siegel für seine Privatangelegenheiten führte.
Das Siegel dient mehreren Verwendungszwecken: Zum einen wird es als Siegel für verschiedene offizielle Dokumente verwendet, wenn nicht die Verwendung eines anderen Siegels (wie z. B. des Siegels des Präsidenten) vorgeschrieben ist. Zu diesem Zweck wird die einzige offizielle Siegelpresse, die sich in der Ausstellungshalle des US-Außenministeriums befindet, ca. 2000- bis 3000-mal im Jahr genutzt. Hierbei ist nur die Vorderseite des Siegels zu sehen.
Daneben wird das Siegel in seiner farbigen Variante mit Vorder- und Rückseite als Staatswappen der Vereinigten Staaten genutzt, beispielsweise an staatlichen Gebäuden, US-amerikanischen Botschaften und Konsulaten oder auf der Ein-Dollar-Note.

## Verschwörungstheorien
Die Symbolik des Großen Siegels ist für viele Verschwörungstheoretiker ein wichtiger Beweis dafür, dass der Illuminatenorden oder die Freimaurer, im Rahmen einer globalen Verschwörung, die entscheidende Antriebskraft hinter dem Amerikanischen Unabhängigkeitskrieg gewesen seien und noch heute die Politik der USA bestimmen würden. Der kanadische Autor William Guy Carr (1895–1959) behauptete bereits in den 1950er Jahren in seinen Schriften Pawns in the Game und Red Fog over America, dass das allsehende Auge über der Pyramide das Symbol des Illuminatenordens war – ohne jedoch einen Beweis zu liefern. Dies war Ausgangspunkt verschiedener Diskussionen. Populäre Beispiele für deren Verarbeitung in Romanen sind Robert Anton Wilson und Robert Sheas Romantrilogie Illuminatus! von 1975 und Dan Browns Thriller Angels and Demons von 2000 (deutscher Titel: Illuminati).
Carr vermutet in seinem Buch z. B., dass die Pyramide als angebliches Zeichen der Illuminati durch Taktieren von Henry A. Wallace (1888–1965), Vizepräsident in der Regierung unter Franklin D. Roosevelt und angeblicher Illuminat, ihren Platz im Siegel der USA und damit auch auf dem US-Dollar gefunden habe. Allerdings wurde das Siegel der USA 1782, d. h. lange vor seiner Geburt fertiggestellt, und so besteht die Verknüpfung zu den Illuminaten einzig darin, dass diese ebenfalls im Jahr 1776 von Adam Weishaupt in Bayern gegründet wurden. Der Illuminatenorden verwendete in seiner Symbolik auch nicht die Pyramide, sondern die Eule der Minerva.
Nach anderen Verschwörungstheorien war in den ersten Entwürfen des Siegels der Vogel auf der Vorderseite kein Adler, sondern ein Phönix, ein freimaurerisches Symbol für Wiederauferstehung und Erneuerung. Das beweise angeblich, dass die USA ein wiederauferstandenes Atlantis unter der Ägide der Freimaurer werden sollten. Die Zahl der Federn an jedem Flügel weise auf die 33 Hochgrade des Schottischen Ritus hin. Die lateinischen Zitate auf der Schriftrolle im Schnabel des Adlers werden als Hinweis auf die Weltherrschaft bzw. auf die „Neue Weltordnung“ einer Weltregierung ohne souveräne Nationalstaaten gedeutet, die die Freimaurer angeblich anstreben würden.
Auch viele konventionelle Historiker deuten die Symbolik des Siegels als freimaurerisch geprägt. Sie sehen darin aber keinerlei Hinweise auf Verschwörungen, sondern nehmen an, dass die Schöpfer des Siegels diese Symbole einfach deshalb verwandten, weil sie ihnen vertraut waren.